# François Poisson du Mesnil
François Poisson marquis du Mesnil (død 27. juni 1697) var en dansk officer.
Han var blandt de franske adelsmænd, der forlod deres fædreland som følge af Ludvig XIV's huguenotforfølgelser, en af de første, der trådte i dansk tjeneste. Han fik 1683 som generalmajor inspektion over kavaleriet og dragonerne i Hertugdømmerne, 1689, efter at være forfremmet til generalløjtnant, over samtlige tropper i disse landsdele. Han havde kommando under rustningerne mod Gottorp 1684 og 1689, ved overfaldet på Hamborg 1686 og belejringen af Ratzeburg 1693. Efter denne sidste modtog han Dannebrogordenen. du Mesnil, der døde 27. juni 1697, kom således ikke til at gribe ind i begivenheder af virkelig historisk betydning. Om han under sådanne havde været mand for at overtage en hovedrolle, er vistnok også tvivlsomt.